# Phantasy Star
Phantasy Star  (ファンタシースター Fantashī Sutā?) es la serie de videojuegos de rol de videoconsolas y otros medios, creada por SEGA. El juego original debutó en 1987 en la Sega Master System con Phantasy Star en donde al jugador se le presentan diferentes laberintos en los cuales debe de encontrar la salida para seguir con su aventura, encontrado de forma aleatoria diferentes enemigos, y continúa hasta el presente con Phantasy Star Online 2, la incursión de Sega en el reino de los MMORPG y Phantasy Star Nova, la incursión de Sega en el reino de los juegos de Rol de acción. Cada uno de los juegos de la serie cuenta con un escenario de ciencia ficción con una combinación de cross-género de la magia y la tecnología. 
La serie se desarrolla en varios universos de ficción similar. Mientras que los primeros cuatro juegos de la serie se encuentra en el sistema solar Algol, los juegos en línea y los de rol de acción que llegaron más tarde, Phantasy Star Online y Phantasy Star Universe, respectivamente, se fijan en otras galaxias, sin vínculo canónico con la serie original, sino sólo las funciones de recurrencia de temas comunes, como enemigos, armas, y el principal antagonista, Dark Falz.

## Títulos de la saga

### Serie delSistema SolarAlgol
En esta serie, se centra en el sistema solar Algol, en donde aparece 4 planetas: Palma, un mundo agrícola, Motavia, un planeta desértico, Dezolis, un planeta helado y Rykros, este último planeta aparece cada 1000 años. Los personajes pueden viajar por estos planetas, o por satélites artificiales, hablar con sus habitantes y descubrir los secretos del génesis de este sistema, causando un conflicto irrevocable.

#### Phantasy Star I
Phantasy Star es la primera instalación de la serie, lanzado para Master System el 1987 y solo en Japón la entrega de Mega Drive el 1994, que introduce razas, planetas y especies de la serie. Las pociones en esta serie son llamadas Mates, que recuperan HP a los personajes dependiendo de su grado de recuperación. Su historia se trata sobre Alis, una de las primeras protagonistas, que ve cómo Nero, su hermano, es asesinado por Lassic y decide vengarlo. Alis se topan con Myau, un gato, un guerrero llamado Odin y un hechicero llamado Lutz. Los 4 se enfrentan a Lassic, pero se enteran después que estaba siendo controlado por Dark Falz. Deben eliminarlo para recuperar la paz en Algol.

#### Phantasy Star II
Phantasy Star II: The End of the Lost Age, lanzado a nivel mundial para Sega Genesis el 1989, ocurre 1000 años después del 1.er videojuego. Motavia deja de ser un planeta desértico, pero existe gran variedad de vegetación y vida animal gracias a la computadora principal, Mother Brain. La historia se centra en Rolf, un agente de gobierno ubicado en Paseo, Motavia. Sin embargo, las fallas de Mother Brain empieza a aparecer monstruos y robots fuera de control, además de inestabilidad en el clima. Rolf cambia su trabajo a rebelde para detener a Mother Brain. Él se topa con una variedad de personajes, pero solo hay ranuras para 4 de ellos. Todos deben enfrentar a Dark Falz, que en este juego fue renombrado a Dark Force, y a Mother Brain.

#### Phantasy Star III
Phantasy Star III: Generations of Doom, lanzado a nivel mundial para Sega Genesis el 1991, ocurre 1000 años después del 4.º videojuego y se diferencia de las primeras 2 por estar fuera de los planetas del sistema solar. Se le incluyeron mejoras, como la opción de combate automático y el aumento a 5 las ranuras de personajes. Inicialmente, aparecen 2 tipos de personajes feudales: los Orakianos y los Layanos, que se enfrentaron a muerte durante 1000 años, debido a la desaparición de sus fundadores. En este juego, existe 3 generaciones, partiendo con Rhys, un orakiano, y 2 de los descendientes. Al terminar una generación, los personajes se casan y tienen descendientes. El jugador decide con cual de los personajes se casa. Al final, Rhys y sus descendientes descubren la verdadera naturaleza del mundo y del conflicto, que en realidad, están en una nave llamada Alisa III, nave de 7 mundos, que fue enviada al espacio tras la destrucción del planeta Palma. Sin embargo, Dark Falz intentó invadir esta nave en el proceso. Los hijos o nietos de Rhys deben eliminarlo para restaurar la paz en Alisa III.

#### Phantasy Star IV
Phantasy Star IV: The end of the millenium,  lanzado a nivel mundial para Sega Genesis el 1993, ocurre 1000 años después del 2.º videojuego cuando el planeta Palma fue destruida junto con Mother Brain en Motavia. Gráficamente, se modificó los mapas, además de colocar escenas estilo Manga, diferenciando las 3 instalaciones anteriores. Se modificó el sistema de combate, en donde ahora se pueden usar combinaciones llamadas Macros. Además, los personajes pueden hablar entre ellos, dando pistas o aumentando el desarrollo. Los personajes en Motavia no solo deben sobrevivir en el desierto, sino también deben enfrentarse a los monstruos. 2 cazadores, Chaz y su mentora Alys empezaron a investigar varios sucesos. Chaz se topan con varios personajes pero, durante la investigación de la crisis de Mother Brain, Alys muere en el primer enfrentamiento contra Zion. Tras su segundo enfrentamiento, los personajes deben investigar los planetas y satélites. El objetivo no solo debe eliminar a Dark Force, sino también, salvar al sistema solar de la eterna oscuridad.

### Compilados y Remakes
Debido a alta demanda popular, SEGA lanzó varios compilados y 2 remakes.

#### Phantasy Star Collection
Lanzado para Sega Saturn el 1998 y después para PlayStation 2, contenía los 4 títulos, los comerciales y la galería de arte. La entrega de GBA solo contenía 3 de los 4 títulos (omitiendo la cuarta entrega). Lo mismo ocurre en Sega Genesis collection en PS2 (omitiendo la primera entrega) y la primera entrega es desbloqueable en Sonic's Ultimate Genesis collection (conteniendo todas las 4 entregas). En iOS y Android, también aparecieron como un compilado (también omitiendo la primera entrega) como parte de Sega Forever.

#### Phantasy Star Generation 1
Lanzado para PlayStation 2 el 2003, tiene cambios gráficos, corrección de texto y arreglos de sonido que termina en desarrollo de personajes y una rica historia.

#### Phantasy Star Generation 2
Lanzado para PlayStation 2 el 2005, es un remake de Phantasy Star 2. Al igual que el primer remake, tiene cambios gráficos, corrección de texto y arreglos de sonido que termina en desarrollo de personajes y una rica historia.

#### Phantasy Star Complete Collection
Lanzado para PlayStation 2 el 2008 y PSN el 2012, solamente en Japón, es una reedición de Phantasy Star Collection, pero incluye todos juegos de Sega Meganet. Solo se recopilaron las versiones originales en vez de las mejoradas.

### Spin-offs
- Phantasy Star Adventure (Game Gear)
- Phantasy Star Gaiden (Game Gear)
- Phantasy Star II Text Adventures (Mega CD)

### Phantasy Star Online
Phantasy Star Online fue el primer Videojuego de rol de acción de la historia de los videojuegos domésticos orientado al sistema de los así llamados videojuegos multijugador masivos en línea. Sus juegos son:
- Phantasy Star Online (Dreamcast): es el primer capítulo de la serie Online. La nave Pioneer 2, ubicada en un sistema solar distinto a Algol, estaban investigando varios planetas, y algunos ya fueron invadidos por Dark Falz o por otros enemigos.
- Phantasy Star Online V.2 (Dreamcast, PC): este juego corrige varios errores presentes en la primera versión.
- Phantasy Star Online Episode 1 & 2 (GameCube, Xbox): es el segundo capítulo de la serie Online. No se debe confundir la versión 2 de Dreamcast con el capítulo 2 de GameCube. Una versión PLUS corrige varios errores de la versión de GameCube.
- Phantasy Star Online Episode 3: C.A.R.D. Revolution (GameCube): es el capítulo 3 de la serie Online. Solo esta versión es la única que se usa cartas.
- Phantasy Star Online Episode 4: Blue Burst (PC): es el cuarto capítulo de la serie, pero además, se instala los 2 capítulos anteriores. Debido al cierre de servidores, esta versión no es posible jugar desconectado, siendo accesible únicamente desde servidores no oficiales.
- Phantasy Star Zero: es un juego de rol de acción para Nintendo DS. Como en otras versiones de Phantasy Star Online que usa versiones de capítulos, Phantasy Star Zero contaría como capítulo 5, y se enfoca en un planeta distinto.

### Phantasy Star Universe
- Phantasy Star Universe es un juego de rol de acción para PC, PlayStation 2 y Xbox 360. A diferencia de Phantasy Star Online, se ubica en el sistema solar Gurhal.
- Phantasy Star Universe Ambition of Illiminus expande la historia de Phantasy Star Universe, con nuevas ciudades, armas, protectores y una nueva historia.
- Phantasy Star Portable es secuela directa de Phantasy Star Universe y su expansión Ambition of Illiminus para PlayStation Portable.
- Phantasy Star Portable 2 sería la cuarta entrega de Phantasy Star Universe, también para PSP.
- Phantasy Star Portable 2 Infinity es la expansión de Phantasy Star Portable 2, lanzado solo en Japón. Hubo un parche de traducción al inglés creado por aficionados.

Con el cierre de los servidores el 2012, los capítulos 2 (exc. en PlayStation 2, que todavía funciona) y 3 de Phantasy Star Universe no se pueden jugar.

### Phantasy Star Online 2
- Phantasy Star Online 2 (PC, PSVita, iOS, Android, PS4): es la secuela de Phantasy Star Online, pero se ambienta en un sistema solar distinto. Las mecánicas son parecidas a Phantasy Star Universe. Esta versión, al igual que su precuela que consiste en versiones de capítulos, es el capítulo 6.
- Phantasy Star Nova: fue creado por tri-Ace para PlayStation Vita. Una nave se estrelló en el planeta Machia, y los tripulantes deben sobrevivir incluso sin usar fotones debido a la neutralización impuesta por dicho planeta. Solo salió en Asia.
- Idola: Phantasy Star Saga (iOS, Android): es un juego de rol relativo a Phantasy Star Online 2, pero menos tirado a Nova, lanzado el 2018.
- Phantasy Star Online 2 New Genesis: (PC, Xbox One, Xbox Series X/S, Nintendo Switch) es la renovación de Phantasy Star Online 2, en el cual trae mejoras gráficas pero también tiene requerimiento elevado de procesador, ram y disco duro debido a eso. Todas las cuentas pueden transferirse a New Genesis, pero no se puede transferir Mesetas, equpamiento, niveles, etc..

### Otros
- Phantasy Star Eternal Hunter - (móvil)
- Phantasy Star Eternal Planet - (móvil)

## Elementos comunes
Gran parte de la serie corresponde a diferentes tecnologías, razas y planetas, incluso, con las entregas Multiplayer. Mientras que Phantasy Star I al IV toma el argumento de Algol, las otras entregas se centran en otras historias.
Dark Falz, a veces llamado Dark Force, plaga al sistema solar Algol, y posiblemente otros sistemas solares, cada 1000 años, resultando en destrucción masiva y perdidas vitales. Cuando aparece, un grupo de cazadores aparecen para sorprenderlo, y recuperar el control y prosperidad de los sistemas solares. En Phantasy Star IV, también aparece la eterna oscuridad, especie creadora de los Dark Falzes.

### Direcciones de la serie
La serie original consiste en 3 planetas del sistema solar Algol: Palma, Motavia y Dezolis. Palma es destruido durante los eventos de Phantasy Star II, cuando el satélite prisión de Gayra se estrellara en ese planeta. Mientras que Motavia perdiera su computadora principal en los eventos de Phantasy Star II y IV, varias naves salen de los escombros de Palma, entre ellas, Alisa III en Phantasy Star III. Otras direcciones fueron detectadas en la serie original fueron los satélites artificiales y Rykros, un planeta de cristal de órbita larga. Phantasy Star Online y Universe se centra en otros sistemas solares.

### Razas
Las razas detectadas en esta serie, además de los humanos, fueron:
- CAST: son androides que no pueden desarrollar técnicas, por lo que no hay Forces desde Phantasy Star IV ni tienen Psinergia en algunas entregas. Anteriormente no se llamaban CAST a los androides en las primeras entregas.
- Newmans: llamados "Numans" en la serie original, tienen apariencia de elfo y son creados vía ingeniería genética usando mezcla de ADN de biomonstruos y otra de humanos.
- Biomonstruos: Monstruos creados vía ingeniería genética usando ADN de animales. Esta raza no es controlada por jugadores.

## Desarrollo
La entrega original de Phantasy Star fue desarrollada por sega en 1987 para Sega Master System en Japón. Fue uno de los pocos cartuchos en incorporar RAM para guardar los datos. Esta entrega presenta laberintos 3D que cambia la perspectiva a primera persona. Las 4 primeras entregas se enfocan en el sistema solar Algol.
Las entregas de Phantasy Star Online y Phantasy Star Universe utilizaron datos de las primeras 4 entregas de la serie original, pero se enfocan en sistemas solares distintos.